# Thánh Cecilia

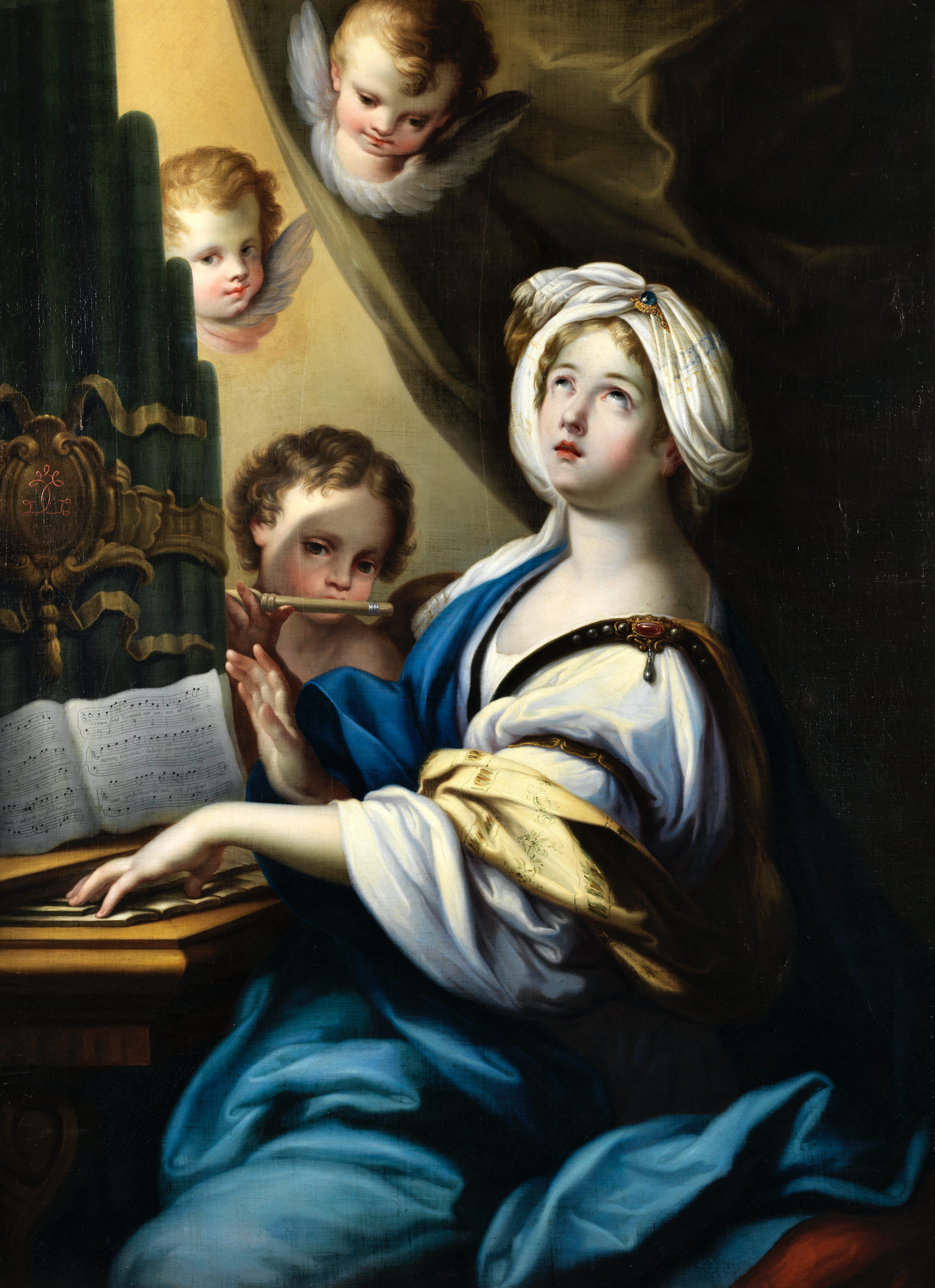
Họa phẩm về nữ thánh Cecilia đang chơi đàn trong trạng thái xuất thần

Thánh Cecilia (hay còn gọi là Cecilia thành Rôma, phát âm tiếng Việt: Xê-xi-li-a; sinh khoảng năm 200 tại Rôma; mất khoảng năm 230) là vị Thánh quan thầy của các nhạc sĩ sáng tác nhạc trong các giáo hội Kitô giáo. Ngày lễ kính của cô được cử hành trong Giáo hội Công giáo Rôma, Anh giáo, Chính Thống giáo vào ngày 22 tháng 11 hàng năm.

## Tiểu sử
Cecilia ra đời trong một gia đình quý tộc vào năm 214 thời đế quốc La Mã. Ngay từ thuở thiếu thời, cô đã tỏ ra đã say mê Thánh nhạc và đã đóng góp một phần rất lớn khai triển nền Thánh nhạc công giáo với những bản Thánh ca đã sáng tác. Đến tuổi trưởng thành, Cecilia đã kết hôn với Valerian, một người ngoại đạo và thuộc gia đình giàu có, nhưng Cecilia đã thuyết phục chồng theo đạo và đồng ý giữ cho cô đồng trinh. Trong thời gian chính quyền La Mã bố ráp những người theo Công giáo, Cecilia vẫn bí mật giúp đỡ những người nghèo và những tín hữu bị vây bắt. Valérien và cô em gái lo chôn cất các Thánh tử đạo và dứt khoát không chịu tế thần, không chịu dâng hương cho thần ngoại. Chính vì thái độ can đảm và cương quyết như thế đã khiến quan quân La Mã bực tức và kết án tử hình cho hai người. Cecilia đã được giáo hội vinh thăng làm Thánh Nữ Đồng Trinh Tử Đạo. Tại nơi Thánh nữ chào đời, giáo hội đã cho xây cất một vương cung thánh đường để tôn vinh bà. 

## Liên kết ngoài

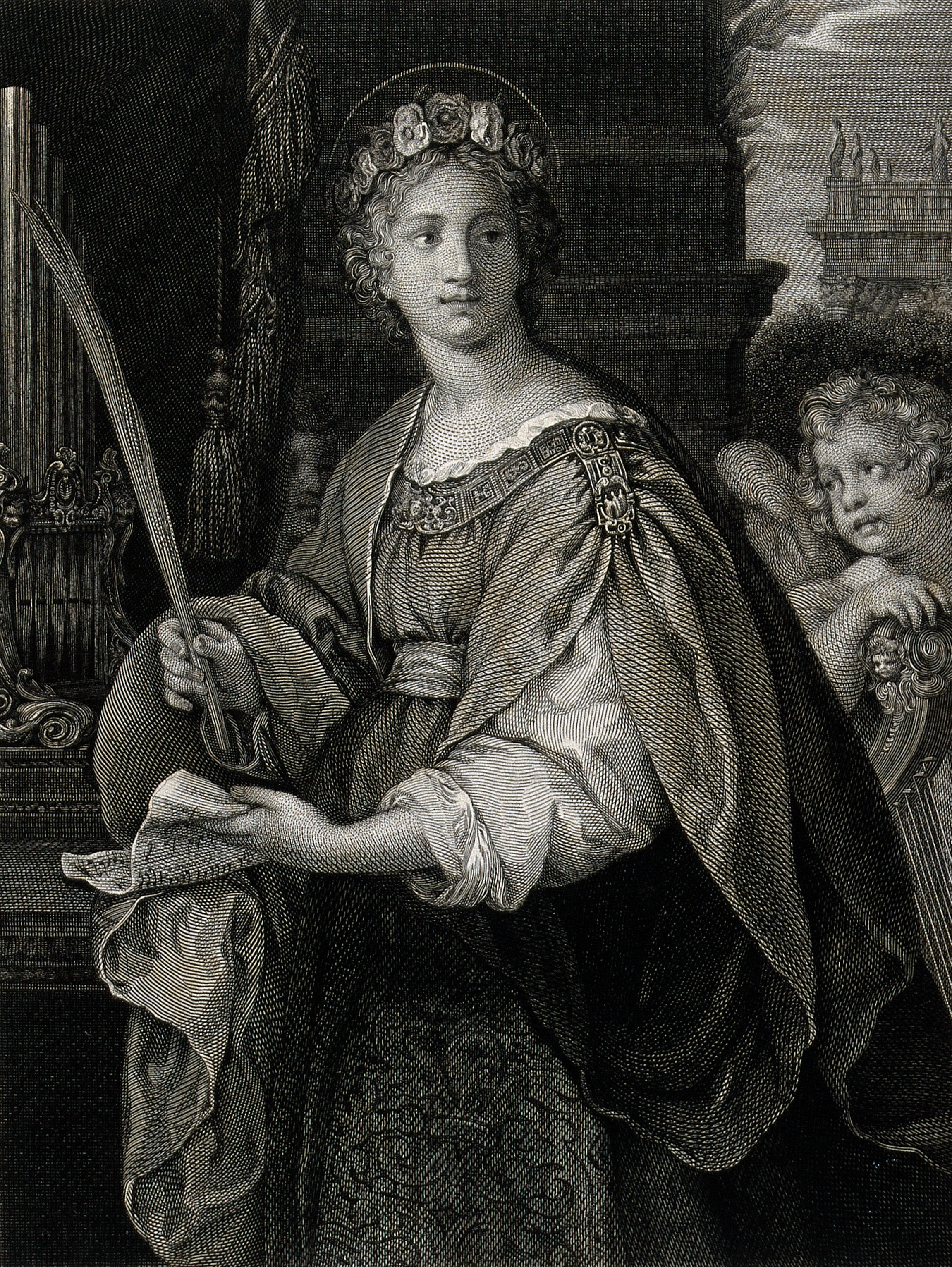
Tranh bản in về Thánh Cecilia